# Triffyn ap Rhain
Triffyn ap Rhain roi de Dyfed de 811 à 814
Tryffyn [II] ap Rhain est le fils de Rhain ap Maredudd il succède à son oncle Owain ap Maredudd et meurt en 814 selon les Annales Cambriae. Il est le dernier roi de Dyfed connu avant un  hiatus qui se termine avec l'accession au trône de Hyfaidd ap Bleddri vers 850. Pendant cette période le royaume de Dyfed est ravagé par les vikings et Tryffin est sans doute tué en les combattant.